# アースィマ県
アースィマ県（アラビア語: محافظة العاصمة Muḥāfaẓat al-ʿĀṣimah, 英語: Capital Governorate / Al Asimah Governorate）は、クウェートの県である。クウェート市が県都かつ最大都市である。
「アースィマ」はアラビア語で「首都」を意味し、日本語では「アシマ県」や、踏み込んで訳した「首都県」、「首都州」など何通りかの表記も見られた。

## 概要
首都のクウェート市を含むクウェート国内で最も都市化の進んだ地域である。ペルシャ湾洋上のファイラカ島、ミスカン島、オーハ島も本県の領域に含まれる。
古くはクウェート県（アラビア語: محافظة الكويت Muḥāfaẓat al-Kuwait）とも呼ばれ、クウェート国の成立当初はクウェート県と東隣のハワリ県（1999年に南部をムバーラク県として分割）の2県のみであったが、以下の3県がクウェート県より分割されてクウェート市近辺の首都圏域が現在のアースィマ県となった。
- 1946年 - アハマディ県（クウェート国南部）
- 1979年 - ジャハラー県（クウェート国北西部、アースィマ県の西隣）
- 1988年 - ファルワーニーヤ県（アースィマ県の南隣）

なお、1990年のイラクによるクウェート併合の際、クウェート全土の一部をイラクのバスラ県に割り当て、残りをイラク19番目の県であるクウェート県としたが、本項とは別の概念である。

## 隣接する県
- ハワリ県
- ファルワーニーヤ県
- ジャハラー県

## 交通
- クウェート国際空港
- シュウェート港